# Подроше
Подроше или По́дрождж (нем. Podrosche; в.-луж. Podroždź) — деревня в Верхней Лужице, Германия. Входит в состав коммуны Краушвиц района Гёрлиц в земле Саксония. Подчиняется административному округу Дрезден.

## География
Находится на левом берегу реки Ныса-Лужицка, являющейся на этом участке государственной границей между Германией и Польшей. На юге от деревни находится военный полигон «Верхняя Лужица». Через деревню проходит автомобильная дорога S127. Ближайший пограничный переход на территорию Польши находится в восьми километрах в деревне Клайн-Прибус.
Соседние населённые пункты: на северо-западе — деревня Вертко и юго-востоке — деревня Пшибузк.

## История
Впервые упоминается в 1521 году под наименованием Podegros. В средние века входила в Мужаковское княжество. Во время нацистского режима называлась
как Гренцкирх (Grenzkirch, 1936—1947). С 1994 года входит в состав современной коммуны Краушвиц.
В настоящее время деревня входит в состав культурно-территориальной автономии «Лужицкая поселенческая область», на территории которой действуют законодательные акты земель Саксонии и Бранденбурга, содействующие сохранению лужицких языков и культуры лужичан.
Исторические немецкие наименования
- Podegros, 1521
- Podogros, 1552
- Poyderose, 1595
- Poderosch, 1791
- Grenzkirch, 1936—1947

## Население
Официальным языком в населённом пункте, помимо немецкого, является также верхнелужицкий язык.
| 1825 | 1871 | 1885 | 1905 | 1925 | 1939 | 1946 | 2009 |
| ---- | ---- | ---- | ---- | ---- | ---- | ---- | ---- |
| 258  | 222  | 199  | 205  | 177  | 145  | 176  | 54   |